# Sesamia cannela
Sesamia cannela là một loài bướm đêm trong họ Noctuidae.